# Poezja

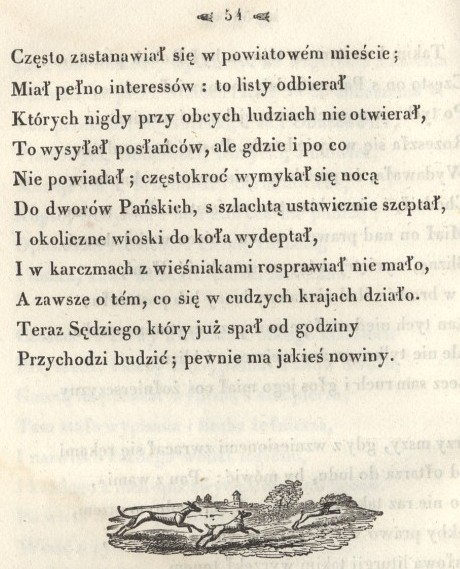
Poezja

Poezja (z gr. ποίησις, poíesis – tworzenie, wytwórczość, sztuka poetycka) – wieloznaczny termin, współcześnie stanowiący przede wszystkim określenie dzieł literackich nienapisanych prozą lub synonim liryki.
1. Najdawniejsze, nieużywane już znaczenie terminu „poezja”, to ogół wszystkich dzieł literatury pięknej. Utożsamienie wszystkich dzieł literatury pięknej z poezją wynikało z tego, że większość utworów literackich pisana była mową wiązaną, a dzieła pisane prozą cenione były niżej.
2. W drugim, żywym do dziś znaczeniu terminu „poezja” oznacza mowę wiązaną, tj. wszystkie utwory pisane wierszem. W tym znaczeniu termin „poezja” jest przeciwieństwem terminu „proza”.
3. W tym znaczeniu zakres terminu „poezja” pokrywa się z zakresem terminu „liryka”. Znaczenie to jest najnowsze, używa się go od drugiej połowy XIX w. Utożsamienie poezji i liryki zaszło, dlatego że od tego czasu niemal cała twórczość epicka pisana jest prozą. Także dramat od drugiej połowy XIX w. rzadko pisany jest wierszem, mimo różnych prób ożywienia dramatu poetyckiego, dokonywanych np. przez T.S. Eliota i nowy teatr elżbietański. Kiedy używa się terminu „poezja” jako synonimu terminu „liryka”, włącza się w jego zakres nie tylko liryczne utwory wierszowane, ale także utwory liryczne pisane prozą (poematy prozą).

## Miejsce poezji w świecie

### Świat grecki
Specyfikę poezji greckiej wyznacza jej ściśle państwowo-religijny i ściśle muzyczno-wykonawczy charakter. Poezja grecka różni się pod wieloma względami od współczesnej: jest sztuką głęboko praktyczną, ściśle osadzoną w kontekście życia społecznego polis. W aspekcie treściowym nie tylko poezja narracyjna i dramatyczna Greków, ale też poezja liryczna odnosi się stale do mitu, elementu konsolidującego społeczność danego państwa greckiego: czyni to poezję grecką nie tyle sposobem wyrazu indywidualnych doświadczeń, co raczej istotnym elementem tradycji plemiennej i państwowej, w szczególności elementem państwowej religii greckiej. Równie wyraźnie społeczny charakter poezji uwidacznia się w jej aspekcie wykonawczym: poezja grecka zawsze jest wykonywana – czy to solo, czy chóralnie, zawsze przy akompaniamencie instrumentów muzycznych, nigdy nie funkcjonuje wyłącznie na piśmie. W pojedyncze wykonanie utworu poetyckiego zaangażowana jest cała społeczność danej polis, zwłaszcza w przypadku tragedii i liryki chóralnej. Wykonywane zbiorowo w czasie ogólnopaństwowych uroczystości teksty poetyckie kształtowały poczucie więzi społecznej, stanowiły zasadniczy element edukacji Greka, budowały wspólny świat wyobrażeń. Szczególne znaczenie miały tu epopeje Homera, znane wszystkim Grekom, budujące ich wspólną religię i poczucie ogólnohelleńskiej wspólnoty kulturowej – znaczenie Homera jako „wychowawcy Hellady” szczegółowo omówił Werner Jaeger w Paidei.

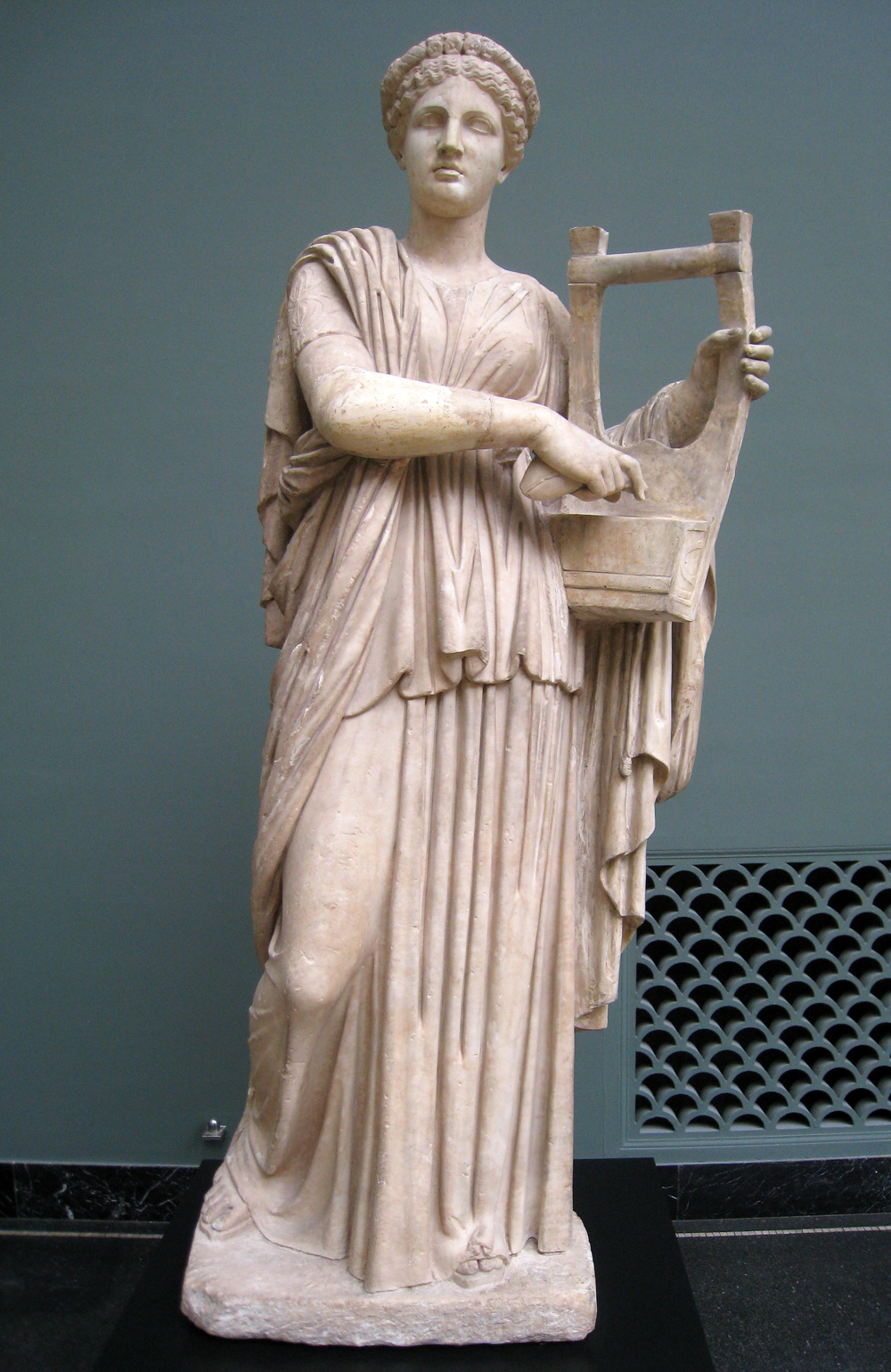
Erato – grecka muza poezji miłosnej

Początki poezji greckiej są niejasne: rozpoczyna się ona wielkimi poematami epickimi, Iliadą i Odyseją. Ten zaskakujący fakt braku form przejściowych i zaczątkowych do wielkiej epiki był jednym z głównych motywów powstania kwestii homeryckiej. Wysuwano rozmaite teorie ewolucyjnego pochodzenia eposów Homera, warto też zwrócić uwagę na fakt istnienia ludowej poezji greckiej (z której zachowało się kilka utworów) oraz wielkiej epiki w sąsiadujących starszych cywilizacjach basenu Morza Śródziemnego. Oryginalną koncepcję powstania poezji przedstawił Tadeusz Zieliński – jest to koncepcja trójjedynej chorei. Na podstawie danych etnograficznych swoich czasów Zieliński polemizował z romantyczną, wywodzącą się głównie od Herdera koncepcją czasowego pierwszeństwa poezji nad prozą. To, że poezja i proza są wbrew opinii romantyków obecne w literaturze ludowej jednocześnie, co potwierdzają badania folkloru całego świata, Zieliński uznaje za wytłumaczalne na gruncie psychologii. Wyróżnia trzy główne kategorie zjawisk świadomościowych: czucia, wyobrażenia i akty woli, spośród których w dziele sztuki twórcze są tylko dwie pierwsze. Jako właściwe wszystkim ludziom w tym samym czasie funkcje psychiczne czucia i wyobrażenia muszą być w tym samym czasie źródłem ekspresji artystycznej: przy czym czucia są źródłem poezji, wyobrażenia źródłem prozy. Burzliwy świat czuć w naturalny sposób wyraża się w rytmie, beznamiętny świat stanowiących odbicie świata zewnętrznego i wewnętrznego wyobrażeń znajduje wyraz w prozie. Czucie i rytm wiążą się ze sobą przez to, że czucie podnosi puls i przyspiesza bicie serca: pierwotna poezja chcąc odzwierciedlić ten stan fizjologiczny posługuje się rytmem. Rytm z kolei odzwierciedla się zmysłowo przez miarowy gest, modulowany dźwięk i artykułowane słowo: dopiero takie połączenie tańca, muzyki i pieśni jest właściwym źródłem poezji, trójjedyną choreją. Przybiera ona dwie postaci: chorei obrzędowej i chorei roboczej, co daje zaczątek pierwszym gatunkom poetyckim. Według Zielińskiego choreja obrzędowa, w odróżnieniu od innych ludów, wśród Greków zawsze ma postać modlitwy, nigdy zaklęcia. Choreja robocza wiąże się natomiast z pracą, taniec zastąpiony jest w niej rytmem wysiłku fizycznego. Zieliński podważa w ten sposób nie tylko przekonanie o pierwotności poezji wobec prozy, ale też przekonanie romantyków o pierwotności poezji epickiej wobec liryki: choreja obrzędowa i robocza to z konieczności pieśni, epika tkwi w niej jedynie w postaci zalążkowej jako element narracyjny obrzędów związanych z mitami, dramat jako przemienność wypowiedzi poszczególnych śpiewaków i chóru.
Historia poezji greckiej rozpada się na kilka faz, przy czym dla każdej z nich charakterystyczna jest bardzo wyraźna dominacja tylko jednego gatunku lub zbliżonej grupy gatunków. Ten dominujący gatunek wyznacza panujący aktualnie porządek społeczno-polityczny. W pierwszej fazie dominują epos i cykl epicki, w drugiej (VII-VI w. p.n.e.) liryka, w trzeciej (V w. p.n.e.) poezja dramatyczna, a zwłaszcza tragedia, w czwartej (okres hellenistyczny) drobne gatunki o charakterze kunsztownym (np. epigramat, elegia), w okresie cesarstwa przede wszystkim poezja erudycyjna. Dominacja eposu bohaterskiego wiąże się z arystokratycznym ideałem moralnym okresu homeryckiego, dominacja liryki z rozpadem tego ideału na skutek gwałtownych przemian społeczno-gospodarczych w świecie greckim (np. wielkiej kolonizacji), dominacja tragedii wykrystalizowaniem się ideału życia obywatelskiego polis demokratycznej, dominacja epigramu i sielanki w okresie hellenistycznym z rozpadem społeczeństwa obywatelskiego i kształtem relacji między grecką jednostką a wielokulturowym państwem despotycznym.
Systematyczna refleksja Greków nad poezją rozpoczyna się przede wszystkim od Platona, przedtem miała charakter rozproszony i najczęściej przednaukowy. Pierwotna refleksja nad poezją istniała w myśli pierwszych filozofów, ale ujawniła się również szeroko i wcześniej także w mitologii i samej poezji. Mity o poezji tłumaczą jej powstanie interwencją bogów. Koncentrują się one wokół Apollina, Muz i Hermesa – Apollinowi przypisywano wynalezienie poezji, wymowy i muzyki. Do mitologii przynależą także pierwsi greccy poeci, Orfeusz, Muzajos, Linos czy Amfion. W dziełach Homera treści metapoetyckie znajdują się zwłaszcza we fragmentach mówiących o Demodokosie i Femiosie. Poeta grecki okresu archaicznego był osobą o szczególnej godności, obdarzoną niedostępnym innym wglądem w naturę ludzi i bogów, głoszącą chwałę (klea) minionych wydarzeń, mającą wgląd w przyszłość. Sam akt twórczy ma charakter religijny: poezja spływa do serca śpiewaka dzięki natchnieniu otrzymanemu od bogów, zwłaszcza Apollina i Muz. Ten boski charakter poezji czyni śpiewaka osobą obdarzoną ponadnaturalną wiedzą i mądrością.
Już w poetyckiej refleksji nad poezją Greków okresu archaicznego (fragmenty Odysei mówiące o syrenach, I oda olimpijska Pindara), a także w myśli Ksenofanesa pojawia się także charakterystyczny dla greckiego rozumienia poezji motyw ułudy poetyckiej, poetyckiego zafałszowania rzeczywistości. Ze względu na to, że poezja tworząc iluzje rzeczywistości stanowi rodzaj kłamstwa, filozofowie greccy oskarżyli poetów, w tym Homera, o niemoralność (zwłaszcza Platon, ale już wcześniej Ksenofanes i Heraklit). W filozofii przedsokratejskiej refleksja nad poezją ma charakter rozproszony: pojawia się np. w zaginionych dziełach Demokryta. Lepiej znane są poglądy sofistów, którzy interesowali się przede wszystkim funkcją perswazyjną mowy. Pośrednio z platońskim potępieniem literatury polemizuje Arystoteles, dla którego mimesis, jedna z głównych kategorii jego poetyki, jest czymś przyjemnym i naturalnym, a emocje powodowane przez dzieła sztuki są czymś raczej oczyszczającym i umoralniającym (katharsis) niż odwodzącym od moralności i rozumu. Poarystotelesowska refleksja nad poezją rzadko porusza już tematyki aksjologiczną i ogólnoteoretyczną, interesując się przede wszystkim zagadnieniami stylu, retoryki i języka.

### Średniowiecze
W średniowieczu poezja nie była sztuką wysoko ocenianą. Wynikało to ze specyficznej dla tej epoki hierarchii wartości – typowe zalety utworów poetyckich (kunszt językowy, wartość estetyczna itp.) były cenione znacznie niżej niż wartości wychowawcze, umoralniające i poznawcze, których z kolei poezji odmawiano, tym samym uważając ją często za sztukę bezużyteczną lub nawet szkodliwą. Tak więc chociaż rodziła się już wtedy refleksja teoretyczna nad zjawiskiem poezji, została ona rozwinięta i rozbudowana dopiero w epoce renesansu.

### Renesans
Renesansowe teorie poetyckie koncentrowały się przede wszystkim na problemie pochodzenia poezji (origo poeseos). Akceptowano niekiedy antyczne teorie, zgodnie z którymi pierwszym poetą był Orfeusz, lub interpretowano alegorycznie antyczne mity o pochodzeniu tej sztuki od Muz lub Apollina. Z kolei inni renesansowi uczeni wskazywali na chrześcijańskiego Boga, jako na jedynego możliwego sprawcę pojawienia się umiejętności tworzenia poezji, podobnie jak miał on być sprawcą pojawienia się mowy. Za pierwszych twórców poezji uznawano w tym okresie poetów mitycznych (m.in. Orfeusza, Amfiona i Muzajosa) lub postacie biblijne (Mojżesza, Judytę, Salomona, Dawida lub Marię). Generalnie jednak pojawienie się tej sztuki wiązano ze starożytną Grecją. Poezję rozumieją uczeni renesansowi jako umiejętność mówienia wierszem, mówienia z zastosowaniem środków poetyckich. W okresie renesansu często chwalono sztukę poetycką. Wysoko cenili ją m.in. Francesco Petrarca, Giovanni Boccaccio i Cristoforo Landino. Niejednokrotnie pochwały poezji przybierały formę wynoszenia jej ponad wszystkie inne rodzaje sztuki i nauki. Poglądy takie głosili m.in. Francesco Benci, Benedetto Varchi i Lionardo Salviati. Zaznaczano również niekiedy jej duże znaczenie dla edukacji młodzieży, pisali o tym m.in. Heinrich Bebel i Eobanus Hessus.

### Barok

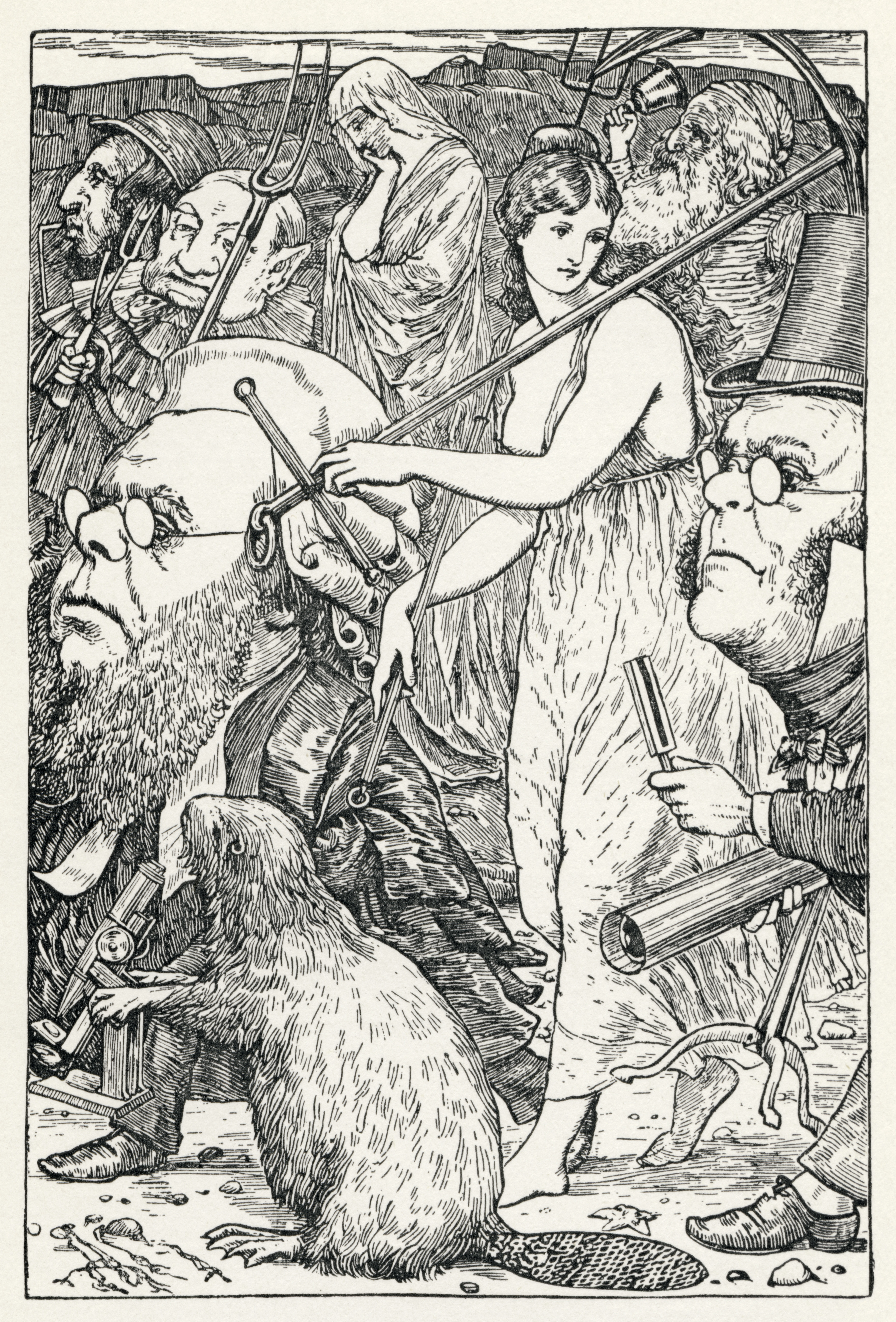
Szósta z ilustracji Henry’ego Holidaya do „The Hunting of the Snark” Lewisa Carrolla

Pod koniec XVII wieku najsilniejsze okazywało się stanowisko, zgodnie z którym to natura była sprawczynią pojawienia się tej sztuki. Poglądy takie były związane z arystotelesowską teorią, mówiącą że poezja jest pewną właściwością ludzkiej natury, że każdy człowiek nosi w sobie predyspozycje do tworzenia. W odróżnieniu do teorii renesansowych, uczeni baroku uznawali za pierwszych twórców poezji Hebrajczyków, których uważali za naród starszy od Greków. Jako podstawową właściwość poezji uznawano zazwyczaj możliwość tworzenia fikcji i kreacyjność (w odróżnieniu od epoki wcześniejszej, która nacisk kładła na jej funkcje naśladowcze). Natomiast wartość tej dziedziny sztuki wiązano z jej umiejętnością nakłaniania ludzi do dobra, powtarzały się również opinie o wysokiej randze poezji wśród innych dziedzin twórczości i nauk (poglądy takie głosił m.in. Maciej Kazimierz Sarbiewski, w swojej rozprawie De perfecta poesi). Pojawiały się jednak również głosy deprecjonujące poezję (kontynuujące w ten sposób poglądy średniowieczne). Atakowano ją za rozmijanie się z prawdą, szczególnie dotyczyć to miało tych utworów, które nasycone są cudownością i pierwiastkami mitologicznymi. Dezaprobatę wyrażano również wobec utworów wzbudzających silne wzruszenia i osłabiających w ten sposób siłę psychiczną. Poglądy takie głosili przede wszystkim myśliciele związani z kontrreformacją.
Barokowe refleksje na temat poezji zawierają już pierwsze elementy krytyki literackiej. Gani się ówcześnie twórczość „byle jaką”, niedopracowaną pod względem estetycznym. Źle oceniano również te utwory, którym brakowało pierwiastków fikcjonalnych, a także takie, które były zbyt naturalne i proste, nie dość uczone. Ceniono natomiast twórczość konceptystyczną i kunsztowną.

## Historia pojęcia w Polsce
Słowo „poezja” zostało zapożyczone do języka polskiego stosunkowo późno – jeszcze w XVI i XVII wieku pojawiało się ono często w swoim brzmieniu oryginalnym. Według ówczesnych słowników (słownik Jana Mączyńskiego i słownik Grzegorza Knapskiego) słowo to oznaczało zarówno samą pracę poety (inaczej nazywaną rzemiosłem poetyckim lub ars poetica) jak i jej wytwory (inaczej określane jako wiersze lub poema). Początkowo słowo miało dość szerokie znaczenie i mogło być stosowane bardzo swobodnie np. na określenie wszystkich utworów o charakterze fikcjonalnym czy też na nazwanie wszelkich utworów wierszowanych, w tym wierszowanych poematów filozoficznych lub traktatów naukowych. Słowo zostało całkowicie spolszczone dopiero w dobie oświecenia, kiedy to było już powszechnie stosowanym terminem. Oznaczało ówcześnie swoiste wytwory działalności artystycznej, ale też zasady ich tworzenia . To ostatnie znaczenie zostało w XIX w. wchłonięte przez pojęcie „poetyka”, natomiast „poezją” nazywano już tylko utwory wierszowane. Słowa używano również czasami na określenie tego, co piękne i wzniosłe. W epokach późniejszych słowo poszerza swoje znaczenie i staje się synonimem liryki.